# Суэнк, Хилари
Хи́лари Энн Суэ́нк (англ. Hilary Ann Swank; род. 30 июля 1974, Линкольн, Небраска, США) — американская актриса и продюсер. Двукратная обладательница премий «Оскар» и «Золотой глобус», а также Премии Гильдии киноактёров США.

## Ранние годы
Родилась 30 июля 1974 года в городе Линкольн (штат Небраска), выросла в Беллингхэме (штат Вашингтон). В девятилетнем возрасте впервые вышла на сцену в роли Маугли в школьной постановке «Книги джунглей», после чего часто появлялась в различных школьных, а позже университетских спектаклях. Хилари добивалась значительных успехов в спорте, особенно в плавании и гимнастике. Она участвовала в юношеских Олимпийских играх и чемпионатах штата Вашингтон по плаванию, а также заняла 5 место в штате по гимнастике. Хилари посещала среднюю школу Южной Пасадены (англ. South Pasadena High School) и колледж Санта Моника (англ. Santa Monica College). Когда её родители развелись, она с матерью переехала в Лос-Анджелес (штат Калифорния); они жили в трейлере до тех пор, пока не смогли снимать квартиру. В этот период, участвуя в различных телевизионных шоу, Хилари начинает свою актёрскую карьеру.

## Карьера
Прежде чем получить первые значительные роли, Хилари Суэнк снималась в маленьких эпизодах. В 1994 году она сыграла свою первую крупную роль в фильме «Малыш-каратист 4», но её заметили лишь спустя четыре года в популярном молодёжном сериале «Беверли-Хиллз, 90210», где она играла роль матери-одиночки. В этом сериале Суэнк продержалась всего половину сезона: изначально её героиню планировалось ввести на два года, однако уже через 16 эпизодов роль была удалена из сценария. Позже Суэнк вспоминала, что чувствовала по этому поводу: «Если я недостаточно хороша для „90210“, то я не сгожусь ни на что».
Однако решение продюсеров «Беверли-Хиллз, 90210» оказалось для Суэнк судьбоносным: в следующем году она получила предложение сыграть в независимой картине режиссёра Кимберли Пирс под названием «Парни не плачут». В основу фильма легла реальная история Брэндона Тины — трансгендерного мужчины, изнасилованного и убитого своими знакомыми, которые узнали о его трансгендерности. Игра Хилари Суэнк произвела эффект разорвавшейся бомбы: она получила практически все премии как лучшая актриса 1999 года, в том числе и премию «Оскар» за исполнение главной женской роли. Почти физическое перевоплощение Суэнк в юношу было названо в 2006 году влиятельным журналом «Premiere» одной из ста величайших киноролей всех времён.
За этой ролью последовали несколько проходных картин, среди которых «Дар», «Земное ядро», «11:14» и другие, прохладно встреченные критикой и публикой. Однако в 2004 году режиссёр и актёр Клинт Иствуд пригласил актрису на главную женскую роль в спортивную драму «Малышка на миллион» — историю стареющего тренера по боксу, который берётся тренировать девушку с улицы. И снова Хилари Суэнк шокирует зрителей и критиков тотальным физическим превращением в героиню, грубоватую Мэгги Фицджеральд, трагически завершающую свою боксёрскую карьеру. Фильм поднимал массу социальных проблем, в том числе проблему эвтаназии, был удостоен премии «Оскар» как лучший фильм 2004 года. Сама Хилари Суэнк получила свою вторую статуэтку как лучшая актриса, став первой женщиной, получившей Оскар за исполнение роли боксёра.
После этой триумфальной роли Суэнк сделала небольшой перерыв в карьере. В 2006 году зрители увидели её в нуаре Брайана Де Пальмы «Чёрная орхидея» в роли соблазнительницы с тёмным прошлым, а также в проекте Стивена Хопкинса «Жатва» — мистическом триллере на религиозную тематику. Кроме того, актриса завершила съёмки в фильме «Писатели свободы».
В 2007 году вышла картина «P. S. Я люблю тебя», основанная на одноимённом романе Сесилии Ахерн. Суэнк исполнила в ней главную женскую роль. Во время съемок одной из сцен Суэнк получила разрез на лбу: пришлось поехать в больницу, чтобы актрисе нанесли несколько швов. В том же году, 8 января, Суэнк получила именную звезду на Аллее Славы.
В период с 2008 по 2014 год актрису можно было увидеть в таких фильмах, как «Птицы Америки», «Амелия», «Приговор», «Ловушка», «Старый Новый год», «Мэри и Марта», «Местный» и «Ты — не ты».
2 июля 2015 года актриса объявила о перерыве в карьере, чтобы проводить больше времени со своим отцом, Стивеном Суэнком, который незадолго до этого перенёс операцию по пересадке лёгкого.
В 2017 году Суэнк сыграла в комедии Стивена Содерберга «Удача Логана» в компании Ченнинга Татума, Адама Драйвера, Дэниела Крейга и др. В 2018 году, помимо участия в телесериале «Траст», Суэнк также сыграла в научно-фантастическом триллере «Дитя робота». Премьера фильма состоялась на кинофестивале «Сандэнс» 25 января 2019. В этом же году планировался прокат картины в России.

## Личная жизнь
28 сентября 1997 года Суэнк вышла замуж за актёра Чада Лоу, с которым познакомилась во время съёмок фильма «Тихие дни в Голливуде». В январе 2006 они объявили о разводе, а 1 ноября 2007 года бракоразводный процесс был завершён.
С 2007 года по май 2012 Суэнк состояла в отношениях со своим агентом Джоном Кампизи.
В мае 2015 года Суэнк начала встречаться с финансовым консультантом и бывшим теннисистом Рубеном Торресом. В марте 2016 Суэнк объявила об их помолвке. В июне того же года представители Суэнк подтвердили, что они расстались.
В августе 2018 года Суэнк сочеталась браком с предпринимателем Филипом Шнайдером после двух лет отношений. 9 апреля 2023 года родила двойняшек: мальчика и девочку.

## Общественная деятельность
Несмотря на предупреждения международных правозащитных организаций, в октябре 2011 года Суэнк приняла участие в концерте в Грозном, посвящённом 35-летию Рамзана Кадырова. Позже, из-за последовавшего негативного общественного резонанса, она заявила, что ничего не знала о нарушении прав человека в Чечне, а также выразила сожаление об участии в концерте. Полученный гонорар с мероприятия Суэнк пожертвовала на благотворительность.

## Фильмография
| Год       |    | Русское название                  | Оригинальное название             | Роль                    |
| --------- | -- | --------------------------------- | --------------------------------- | ----------------------- |
| 1992      | ф  | Баффи — истребительница вампиров  | Buffy — The Vampire Slayer        | Кимберли Ханна          |
| 1992—1993 | с  | Лагерь Уайлдер                    | Camp Wilder                       | Даниэль                 |
| 1994      | ф  | Малыш-каратист 4                  | The next karate kid               | Джули Пирс              |
| 1996      | ф  | Иногда они возвращаются… снова    | Sometimes They Come Back... Again | Мишель Портер           |
| 1996      | ф  | Подделка                          | Kounterfeit                       | Коллин                  |
| 1996      | ф  | Террор в семье (фильм, 1996)      | Terror in the family              | Deena Marten            |
| 1997      | ф  | Тихие дни в Голливуде             | Quiet Days in Hollywood           | Лолита                  |
| 1997—1998 | с  | Беверли-Хиллз, 90210              | Beverly Hills, 90210              | Карли Рейнольдс         |
| 1999      | ф  | Парни не плачут                   | Boys Don’t Cry                    | Брэндон Тина            |
| 2000      | ф  | Дар                               | The Gift                          | Валери                  |
| 2001      | ф  | История с ожерельем               | The Affair of the Necklace        | Жанна Сен-Реми де Валуа |
| 2002      | ф  | Бессонница                        | Insomnia                          | детектив Элли Барр      |
| 2003      | ф  | Земное ядро: Бросок в преисподнюю | The Core                          | майор Ребекка Чайлдс    |
| 2003      | ф  | 11:14                             | 11:14                             | Баззи                   |
| 2004      | ф  | Малышка на миллион                | Million Dollar Baby               | Мэгги Фицджеральд       |
| 2004      | тф | Ангелы с железными зубами         | Iron Jawed Angels                 | Элис Пол                |
| 2006      | ф  | Чёрная орхидея                    | The Black Dahlia                  | Мэдлин Линскотт         |
| 2006      | ф  | Жатва                             | The Reaping                       | Кэтрин Уинтер           |
| 2007      | ф  | Писатели свободы                  | Freedom Writers                   | Эрин Грувелл            |
| 2007      | ф  | P.S. Я люблю тебя                 | P.S. I Love You                   | Холли                   |
| 2008      | ф  | Птицы Америки                     | Birds of America                  | Лаура                   |
| 2009      | ф  | Амелия                            | Amelia                            | Амелия Эрхарт           |
| 2010      | ф  | Приговор                          | Conviction                        | Бетти Энн Уотерс        |
| 2011      | ф  | Ловушка                           | The Resident                      | доктор Жульет Деверо    |
| 2011      | ф  | Старый Новый год                  | New Year’s Eve                    | Клэр Морган             |
| 2013      | ф  | Мэри и Марта                      | Mary and Martha                   | Мэри                    |
| 2014      | ф  | Местный                           | The Homesman                      | Мэри Би Кадди           |
| 2014      | ф  | Ты — не ты                        | You're Not You                    | Кейт                    |
| 2015      | с  | Один процент                      | The One Percent                   | Лора Мёрфи              |
| 2017      | ф  | Удача Логана                      | Logan Lucky                       | Сара Грейсон            |
| 2017      | ф  | 55 шагов                          | 55 Steps                          | Колетт Хьюз             |
| 2018      | с  | Траст                             | Trust                             | Абигейл Гетти           |
| 2018      | ф  | Что у них было                    | What They Had                     | Бриджит Эртц            |
| 2019      | ф  | Дитя робота                       | I Am Mother                       | Женщина                 |
| 2020      | ф  | Охота                             | The Hunt                          | Афина Стоун             |
| 2020      | с  | Вдали                             | Away                              | Эмма Грин               |
| 2020      | ф  | Опасный соблазн                   | Fatale                            | детектив Валери Куинлен |
| 2022      | с  | Аляска Дейли                      | Alaska Daily                      | Эйлин Фицджеральд       |
| 2023      | ф  | Хорошая мать                      | The Good Mother                   | Марисса Беннингс        |
| 2024      | ф  | Обыкновенные ангелы               | Ordinary Angels                   | Шэрон Стивенс           |

## Награды и номинации
| Награда                             | Год  | Фильм                       | Категория                                         | Результат |
| ----------------------------------- | ---- | --------------------------- | ------------------------------------------------- | --------- |
| «Оскар»                             | 2000 | «Парни не плачут»           | Лучшая женская роль                               | Победа    |
| «Оскар»                             | 2005 | «Малышка на миллион»        | Лучшая женская роль                               | Победа    |
| «Золотой глобус»                    | 2000 | «Парни не плачут»           | Лучшая женская роль — драма                       | Победа    |
| «Золотой глобус»                    | 2005 | «Малышка на миллион»        | Лучшая женская роль — драма                       | Победа    |
| «Золотой глобус»                    | 2005 | «Ангелы с железными зубами» | Лучшая женская роль — мини-сериал или телефильм   | Номинация |
| BAFTA                               | 2001 | «Парни не плачут»           | Лучшая женская роль                               | Номинация |
| «Выбор критиков»                    | 2000 | «Парни не плачут»           | Лучшая женская роль                               | Победа    |
| «Выбор критиков»                    | 2005 | «Малышка на миллион»        | Лучшая женская роль                               | Победа    |
| «Независимый дух»                   | 2000 | «Парни не плачут»           | Лучшая женская роль                               | Победа    |
| «Сатурн»                            | 2001 | «Дар»                       | Лучшая женская роль второго плана                 | Номинация |
| «Спутник»                           | 2000 | «Парни не плачут»           | Лучшая женская роль — драма                       | Победа    |
| «Спутник»                           | 2005 | «Малышка на миллион»        | Лучшая женская роль — драма                       | Победа    |
| Национальный совет кинокритиков США | 1999 | «Парни не плачут»           | Женский прорыв года                               | Победа    |
| Премия Гильдии киноактёров США      | 2000 | «Парни не плачут»           | Лучшая женская роль                               | Номинация |
| Премия Гильдии киноактёров США      | 2005 | «Малышка на миллион»        | Лучшая женская роль                               | Победа    |
| Премия Гильдии киноактёров США      | 2005 | «Малышка на миллион»        | Лучший актёрский состав                           | Номинация |
| Премия Гильдии киноактёров США      | 2005 | «Ангелы с железными зубами» | Лучшая женская роль в телефильме или мини-сериале | Номинация |
| Премия Гильдии киноактёров США      | 2011 | «Приговор»                  | Лучшая женская роль                               | Номинация |